# Karl-Dieter Bodack

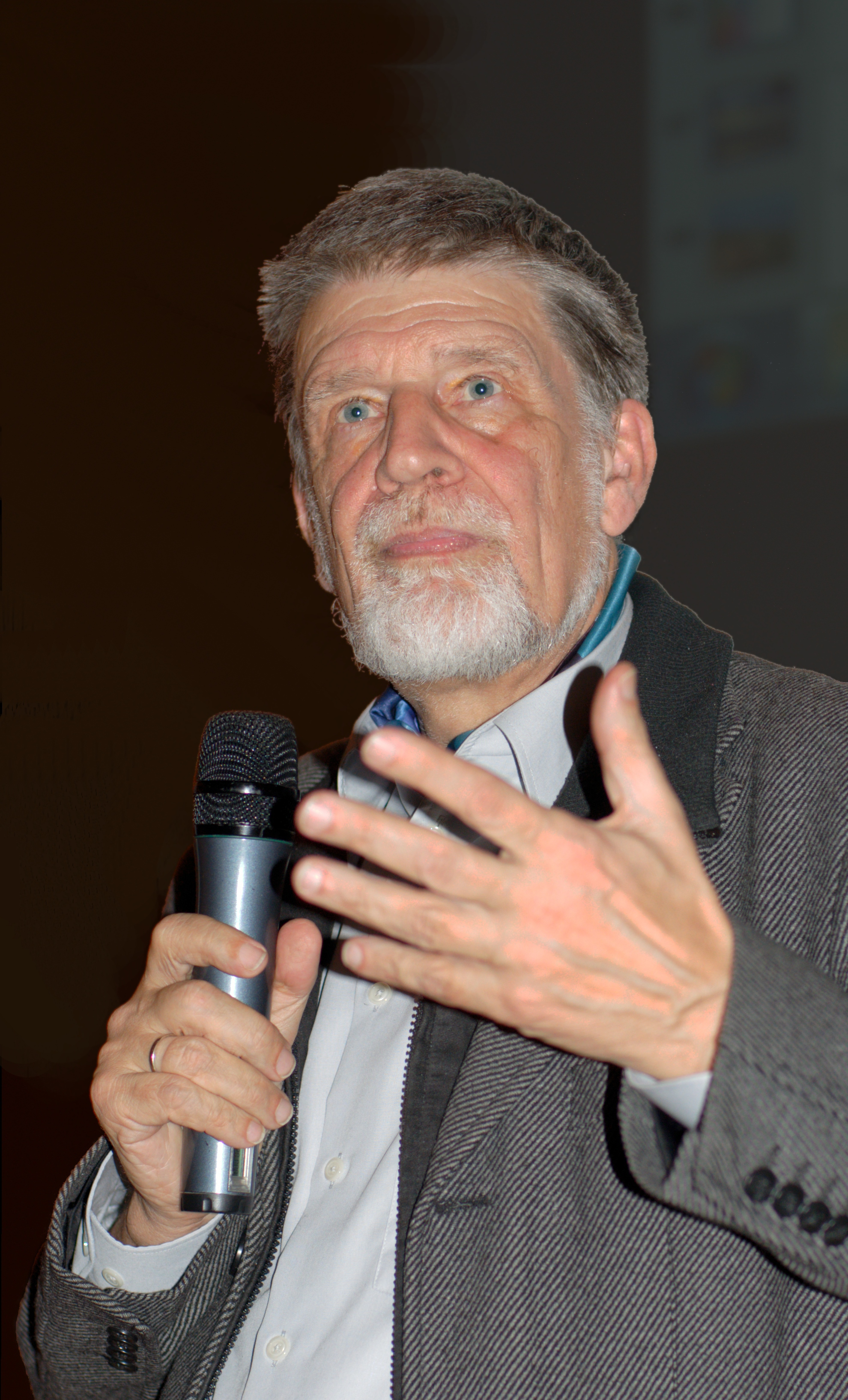
Karl-Dieter Bodack (Februar 2011)

Karl-Dieter Bodack (* 1938 in Stuttgart; † 13. März 2025 in Gröbenzell) war ein deutscher Ingenieur und Designer sowie Hochschulprofessor. Bekannt wurde er durch die Gestaltung der Züge des 1988 eingeführten Interregio-Systems der Deutschen Bundesbahn.

## Werdegang
Karl-Dieter Bodack wurde 1938 in Stuttgart geboren. Seine Kindheit verbrachte er in Mühlhausen/Thüringen und im Ruhrgebiet.
Bodack legte die Mittlere Reife ab und machte anschließend eine Ausbildung zum Betriebsschlosser in einer anthroposophischen Lehrwerkstatt in Wanne-Eickel. Ab 1958 studierte er Maschinenbau in Essen, Ulm und Stuttgart sowie anschließend Betriebswirtschaft in Berkeley. Nach dem Studium arbeitete er als Entwicklungsingenieur, unter anderem bei der Touristik Union International (TUI).
Er ging 1970 zur Deutschen Bundesbahn. Er bekleidete dort bzw. bei der Deutschen Bahn Führungspositionen. Unter anderem leitete er zwei Werkstätten und wirkte bei der Planung von Intercity-Verkehren. Er war einer der Gründer der Planungsgesellschaft für innovative Fahrzeugausstattungen (PFA), die ältere Schnellzug-Wagen zu Interregio-Wagen mit neuem Innendesign umbaute. Auch gestaltete Bodack die Innenausstattung der Reisezugwagen des TUI-FerienExpress. Um 1992 arbeitete er für das Design Center der Deutschen Bundesbahn. Im gleichen Jahr war er Abteilungsleiter beim Bundesbahn-Zentralamt München. Das Interregio-Bistro gestaltete er als Weiterentwicklung seiner Arbeit im TUI-FerienExpress nach den Grundsätzen der Organischen Architektur. Zu Architektur wie Organisation zitierte er häufig Rudolf Steiner, gestützt durch Marktforschung und Zielgruppenanalyse.
Er war seit seinem Ausscheiden bei der Bahn Berater für die soziale Entwicklung von Initiativen und Unternehmen und gründete einen interdisziplinären Studiengang Design an der Hochschule Coburg. Er hatte dort eine Professur im Studiengang Integriertes Produktdesign inne.
Im März 2012 kandidierte er ohne Erfolg für ein Vorstandsmandat beim Fahrgastverband Pro Bahn, wurde aber zum Mitglied des Schiedsgerichtes von Pro Bahn gewählt.
Bodack galt als vehementer Kritiker der Unternehmensstrategie der Deutschen Bahn AG. Vor allem kritisierte er die schrittweise ersatzlose Abschaffung des InterRegios. Er zitierte die Wirtschaftswoche vom 27. Mai 2004, Artikel Fliegende Schweine: die DB habe „das meist gefragte Produkt, das ‚Brot-und-Butter-Geschäft‘, vergleichbar mit der Golf-Klasse der PKW-Hersteller, beseitigt“. Aus diesem Grunde sei der Börsengang der Deutsche Bahn AG illusorisch. Bodack bezeichnete das als „sozial und gesellschaftlich gut“, weil sonst nach Verkauf an Investoren diese „sowohl Mitarbeiter als auch Fahrgäste mit ihren Renditeforderungen belasten … und … von den Regierungen immer höhere Subventionen erpressen könnten.“
Er war Mitbegründer des Bündnisses Bürgerbahn statt Börsenbahn und wirkte bei Bahn für Alle mit. Er war Mitglied der Schlichtung zu Stuttgart 21 und veröffentlichte mehrere kritische Artikel zu Stuttgart 21.
Er starb am 13. März 2025 plötzlich und unerwartet in Gröbenzell.

## Veröffentlichungen
- Literatur von und über Karl-Dieter Bodack im Katalog der Deutschen Nationalbibliothek
- InterRegio. Die abenteuerliche Geschichte eines beliebten Zugsystems. EK-Verlag, Freiburg 2005, ISBN 3-88255-149-6.
- Sich selbst entdecken – Andere verstehen, Schritte zu Selbstentwicklung und erfolgreicher Zusammenarbeit. 6. Auflage Aachen 2013, ISBN 978-3-8440-2219-3.
- Der Weg der Bahn – ein wirtschaftliches und ökologisches Desaster. Offene Akademie, Daaden 2012, ISBN 978-3-941194-08-3.
- Ein Leben mit Spuren. Als Anthroposoph bei der Deutschen Bahn. Info3 Verlag, Frankfurt am Main 2019, ISBN 978-3-95779-103-0.